# Mohamed Aït Oufkir
Mohamed Aït Oufkir (* 1962) ist ein ehemaliger marokkanischer Radrennfahrer.

## Sportliche Laufbahn
1982 gewann Oufkir die Gesamtwertung der Tunesien-Rundfahrt vor Abdelwahab Damergi aus Algerien. Dabei konnte er eine Etappe für sich entscheiden.
Die Internationalen Friedensfahrt bestritt er 1984 und wurde 83. des Endklassements.